# Colapso social

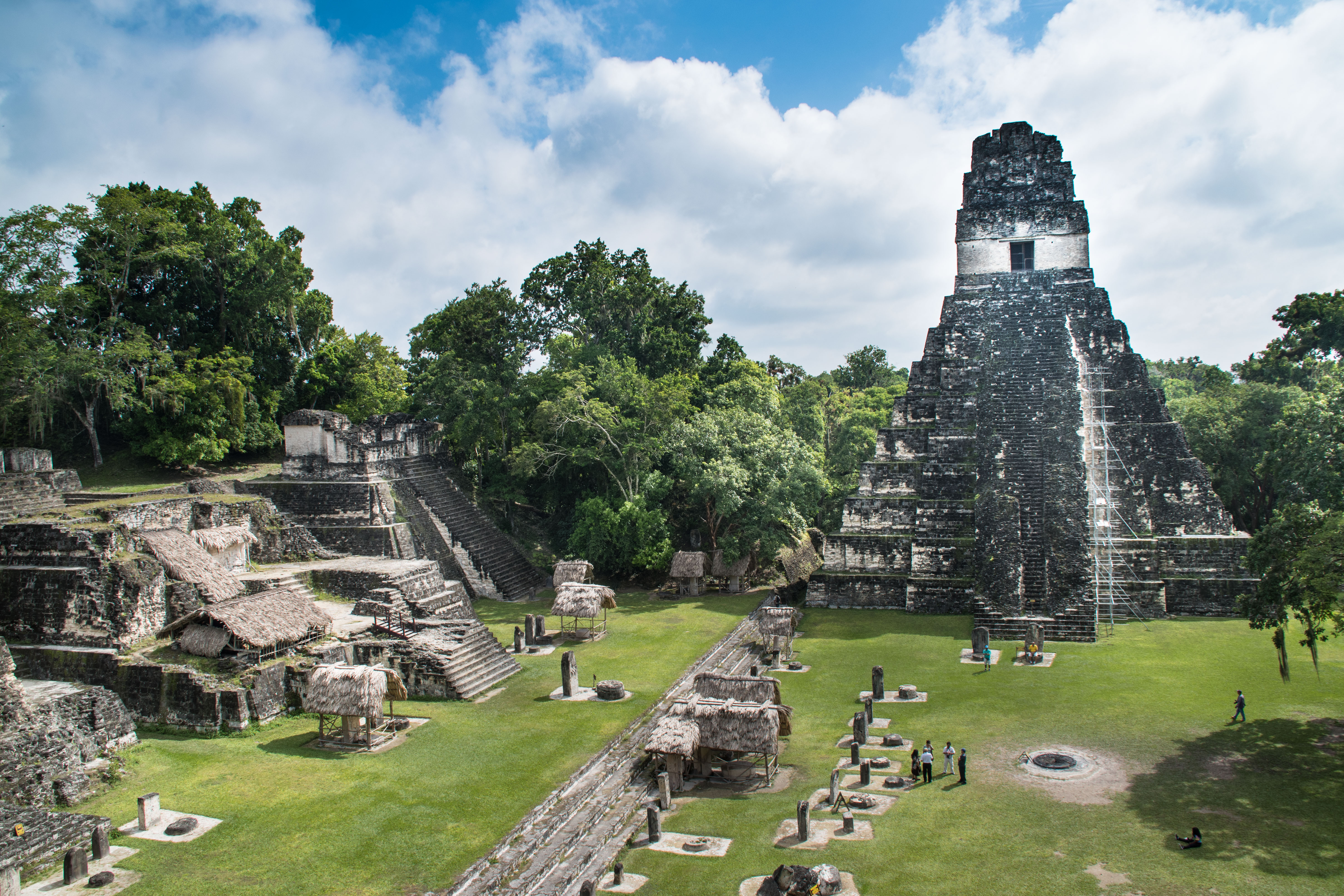
Durante o século IX, a região central maia sofreu um grande colapso político, marcado pelo abandono das cidades

Colapso social (também conhecido como colapso civilizacional) é a queda de uma sociedade humana complexa caracterizada pela perda de identidade cultural e de complexidade socioeconômico, a queda do governo e a ascensão da violência. As possíveis causas de um colapso social incluem catástrofe natural, guerra, doenças, fome, colapso econômico, declínio populacional e migração em massa. Uma sociedade em colapso pode reverter a um estado mais primitivo, ser absorvida por uma sociedade mais forte ou desaparecer completamente.
Praticamente todas as civilizações sofreram tal destino, independentemente de seu tamanho ou complexidade, mas algumas delas mais tarde reviveram e se transformaram, como China, Índia e Egito. No entanto, outros nunca se recuperaram, como os impérios romanos ocidentais e orientais, a civilização maia, e a civilização da Ilha de Páscoa. O colapso social geralmente é rápido mas raramente abrupta. No entanto, alguns casos envolvem não um colapso, mas apenas um desaparecimento gradual, como o Império Britânico desde 1918.
Antropólogos, historiadores (quantitativos) e sociólogos propuseram uma variedade de explicações para o colapso das civilizações envolvendo fatores causadores como mudança ambiental, esgotamento de recursos, complexidade insustentável, invasão, doença, declínio da coesão social, aumento da  desigualdade, declínio secular de capacidades cognitivas, perda de criatividade e infortúnio. No entanto, a extinção completa de uma cultura não é inevitável e, em alguns casos, as novas sociedades que surgem das cinzas da antiga são evidentemente seus descendentes, apesar de uma redução dramática na sofisticação. Além disso, a influência de uma sociedade em colapso, como o Império Romano do Ocidente, pode perdurar por muito tempo após sua morte.
O estudo do colapso social, colapsologia, é um tópico para especialistas de história, antropologia, sociologia e ciência política. Mais recentemente, eles são acompanhados por especialistas em cliodinâmica e estudo de sistemas complexos.

## Conceito
Joseph Tainter enquadra o colapso social em The Collapse of Complex Societies (1988), uma obra seminal e fundadora da disciplina académica sobre o colapso social. Tainter elabora que "colapso" é um "termo amplo", mas no sentido de colapso social, ele  vê-o como "um processo político ". Tainter ainda restringe o colapso social como um processo rápido (dentro de "poucas décadas") de "perda substancial da estrutura sociopolítica", dando a queda do Império Romano Ocidental como "o exemplo mais amplamente conhecido de colapso" no mundo ocidental.
Outros, particularmente em resposta ao popular Collapse (2005) de Jared Diamond e mais recentemente, argumentaram que as sociedades discutidas como casos de colapso são melhor compreendidas através da resiliência e da  transformação social, ou "reorganização", especialmente se o colapso for entendido como um "fim completo" dos sistemas políticos, o que, segundo Shmuel Eisenstadt, não ocorreu em nenhum momento. Eisenstadt também salienta que uma diferenciação clara entre declínio total ou parcial e “possibilidades de regeneração” é crucial para o propósito preventivo do estudo do colapso social. Este quadro de referência frequentemente rejeita o termo colapso e critica a noção de que as culturas simplesmente desaparecem quando as estruturas políticas que organizam o trabalho para grandes projetos arqueologicamente importantes desaparecem. Por exemplo, embora os antigos maias sejam frequentemente apontados como um excelente exemplo de colapso, na realidade esta reorganização foi simplesmente o resultado da remoção do sistema político de realeza divina, em grande parte nas terras baixas orientais, já que muitas cidades nas terras altas ocidentais da Mesoamérica mantiveram este sistema de realeza divina até o século XVI. Os maias continuam a manter a continuidade cultural e linguística até os dias atuais.

## Longevidade social
O cientista social Luke Kemp analisou dezenas de civilizações, que ele definiu como "uma sociedade com agricultura, múltiplas cidades, domínio militar na sua região geográfica e uma estrutura política contínua", de 3000 a.C. a 600 d.C. e calculou que a expectativa de vida média de uma civilização é próxima a 340 anos. Destes, os mais duradouros foram o Reino Kushita no Nordeste da África (1.150 anos), o Império Aksumita na África Oriental (1.100 anos) e a civilização Védica no Sul da Ásia e os Olmecas na Mesoamérica (ambos com 1.000 anos), e os de vida mais curta foram o Império Nanda na Índia (24) e a dinastia Qin na China (14).
Uma análise estatística de impérios feita pelo especialista em sistemas complexos Samuel Arbesman sugere que o colapso é geralmente um evento aleatório e não depende da idade. Isto é análogo ao que os biólogos evolucionistas chamam de hipótese da Rainha Vermelha, que afirma que, para uma espécie numa ecologia severa, a extinção é uma possibilidade persistente.
As discussões contemporâneas sobre o colapso social procuram resiliência ao sugerir a transformação social.

## Causas do colapso
Como as sociedades humanas são sistemas complexos, fatores comuns podem contribuir para o seu declínio, sejam eles económicos, ambientais, demográficos, sociais e culturais, e podem propagar-se e acumular-se a ponto de sobrecarregar quaisquer mecanismos que, de outra forma, manteriam a estabilidade. Mudanças inesperadas e abruptas, que os especialistas chamam de não linearidades, são alguns dos sinais de alerta.  Em alguns casos, um desastre natural (como um tsunami, terramoto, pandemia, incêndio de grandes proporções ou alteração climática) pode precipitar um colapso. Outros fatores, como uma catástrofe malthusiana, a superpopulação ou o esgotamento dos recursos, podem ser fatores contributivos para o colapso, mas estudos de sociedades passadas parecem sugerir que estes fatores não causaram o colapso por si só. Desigualdade significativa e corrupção exposta podem  combinar-se com a falta de lealdade às instituições políticas estabelecidas e resultar numa classe baixa oprimida levantando-se e tomando o poder de uma elite rica e menor numa revolução. A diversidade de formas pelas quais as sociedades evoluem corresponde à diversidade dos seus fracassos. Jared Diamond sugere que as sociedades também entraram em colapso devido à desflorestação, à perda de fertilidade do solo, às restrições ao comércio e/ou ao aumento da violência endémica.
No caso do Império Romano do Ocidente, alguns argumentaram que ele não entrou em colapso, mas apenas transformou-se.

### Desastres naturais e alterações climáticas

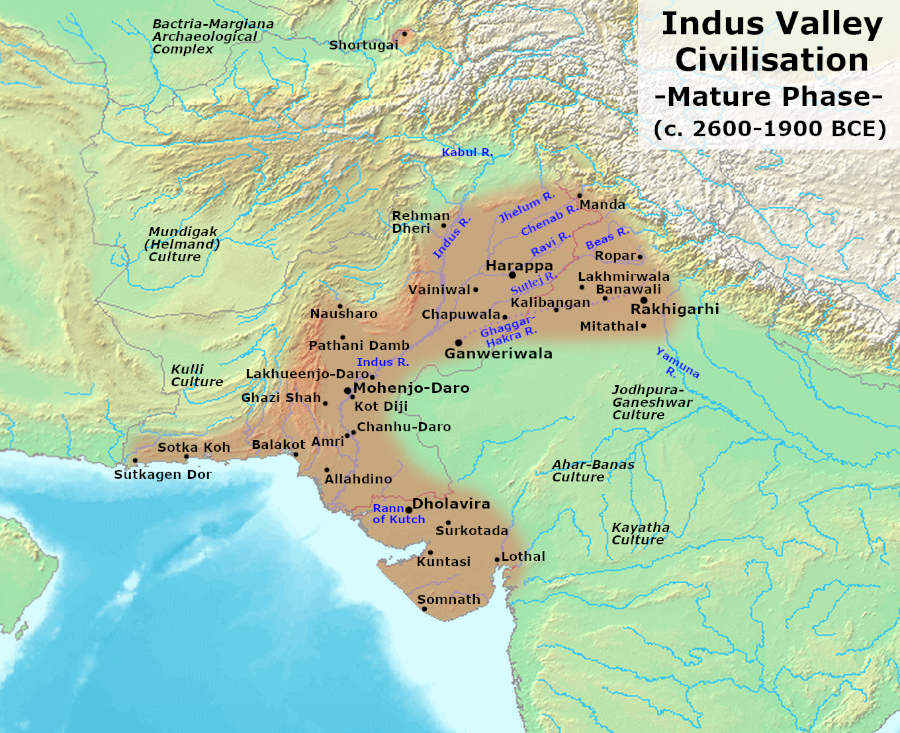
A civilização do Vale do Indo provavelmente desurbanizou-se e mudou devido a mudanças nos padrões de cultivo.

Arqueólogos identificaram sinais de uma mega seca que durou um milénio, entre 5.000 e 4.000 anos atrás, na África e na Ásia. A seca do Saara Verde não apenas o transformou num deserto, mas também interrompeu as estações das monções no sul e sudeste da Ásia e causou inundações no leste da Ásia, o que impediu colheitas bem-sucedidas e o desenvolvimento de culturas complexas. Coincidiu com e pode ter causado o declínio e a queda do Império Acadiano na Mesopotâmia e da Civilização do Vale do Indo. A mudança dramática no clima é conhecida como o evento de 4,2 quiloanos.
A altamente avançada Civilização do Vale do Indo  enraizou-se por volta de 3000 a.C. no que hoje é o noroeste da Índia e do Paquistão e entrou em colapso por volta de 1700 a.C. Como a escrita do Indo ainda não foi decifrada, as causas da sua desurbanização permanecem um mistério, mas há algumas evidências que apontam para desastres naturais. Sinais de declínio gradual começaram a surgir em 1900 a.C. e, dois séculos depois, a maioria das cidades havia sido abandonada. Evidências arqueológicas sugerem um aumento da violência interpessoal e de doenças infecciosas como a lepra e a tuberculose. Historiadores e arqueólogos acreditam que uma seca severa e duradoura e um declínio no comércio com o Egito e a Mesopotâmia causaram o colapso. Evidências de terramotos também foram descobertas. Mudanças no nível do mar também são encontradas em dois possíveis locais portuários ao longo da costa de Makran, que agora ficam no interior. Os terramotos podem ter contribuído para o declínio de vários locais devido a danos causados por tremores diretos ou por alterações no nível do mar ou no abastecimento de água.
Erupções vulcânicas podem influenciar abruptamente o clima. Durante uma grande erupção, o dióxido de enxofre (SO 2) é expelido para a estratosfera, onde pode permanecer por anos e gradualmente ser oxidado em aerossóis de sulfato. Sendo altamente refletivos, os aerossóis de sulfato reduzem a luz solar incidente e arrefecem a superfície da Terra. Ao perfurar glaciares e camadas de gelo, os cientistas podem acessar os arquivos da história da composição atmosférica. Uma equipa de investigadores multidisciplinares liderada por Joseph McConnell, do Instituto de Pesquisa do Deserto em Reno, Nevada, deduziu que uma erupção vulcânica ocorreu em 43 a.C., um ano após o assassinato de Júlio César nos Idos de Março (15 de março) em 44 a.C., o que deixou um vácuo de poder e levou a sangrentas guerras civis. De acordo com relatos históricos, também foi um período de mau tempo, quebra de safra, fome generalizada e doenças. Análises de anéis de árvores e estalagmites de cavernas de diferentes partes do globo forneceram dados complementares. O Hemisfério Norte ficou mais seco, mas o Hemisfério Sul ficou mais húmido. De facto, o historiador grego Apiano registou que não houve inundações no Egito, que também enfrentou fome e pestilência. O interesse de Roma no Egito como fonte de alimento intensificou-se, e os problemas e a agitação civil mencionados enfraqueceram a capacidade de resistência do Egito. O Egito ficou sob domínio romano depois de Cleópatra ter cometido suicídio em 30 a.C. Embora seja difícil dizer com certeza se o Egito se teria tornado uma província romana se o vulcão Okmok (no atual Alasca) não tivesse entrado em erupção, a erupção provavelmente acelerou o processo.

As temperaturas médias globais mostram que a Pequena Idade do Gelo não foi um período de tempo global distinto, mas o fim de um longo declínio de temperatura, que precedeu o recente aquecimento global.

De forma mais geral, investigações recentes apontaram as alterações climáticas como um fator-chave no declínio e queda de sociedades históricas na China, no Oriente Médio, na Europa e nas Américas. De facto, a reconstrução paleoclimatológica da temperatura sugere que períodos históricos de agitação social, colapso social, queda populacional e mudanças climáticas significativas frequentemente ocorreram simultaneamente. Uma equipa de investigadores da China continental e de Hong Kong conseguiu estabelecer uma conexão causal entre as mudanças climáticas e crises humanas em larga escala em tempos pré-industriais. As crises de curto prazo podem ser causadas por problemas sociais, mas as alterações climáticas foram a causa principal das grandes crises, começando com as depressões económicas. Além disso, como a agricultura é altamente dependente do clima, quaisquer alterações no clima regional em relação ao clima ótimo podem induzir perdas de colheitas.
As conquistas mongóis corresponderam a um período de arrefecimento no Hemisfério Norte entre os séculos XIII e XIV, quando o Período Quente Medieval estava a dar lugar à Pequena Idade do Gelo, o que causou stresse ecológico. Na Europa, o clima frio não facilitou diretamente a Peste Negra, mas causou guerras, migrações em massa e fome, o que ajudou a espalhar doenças.

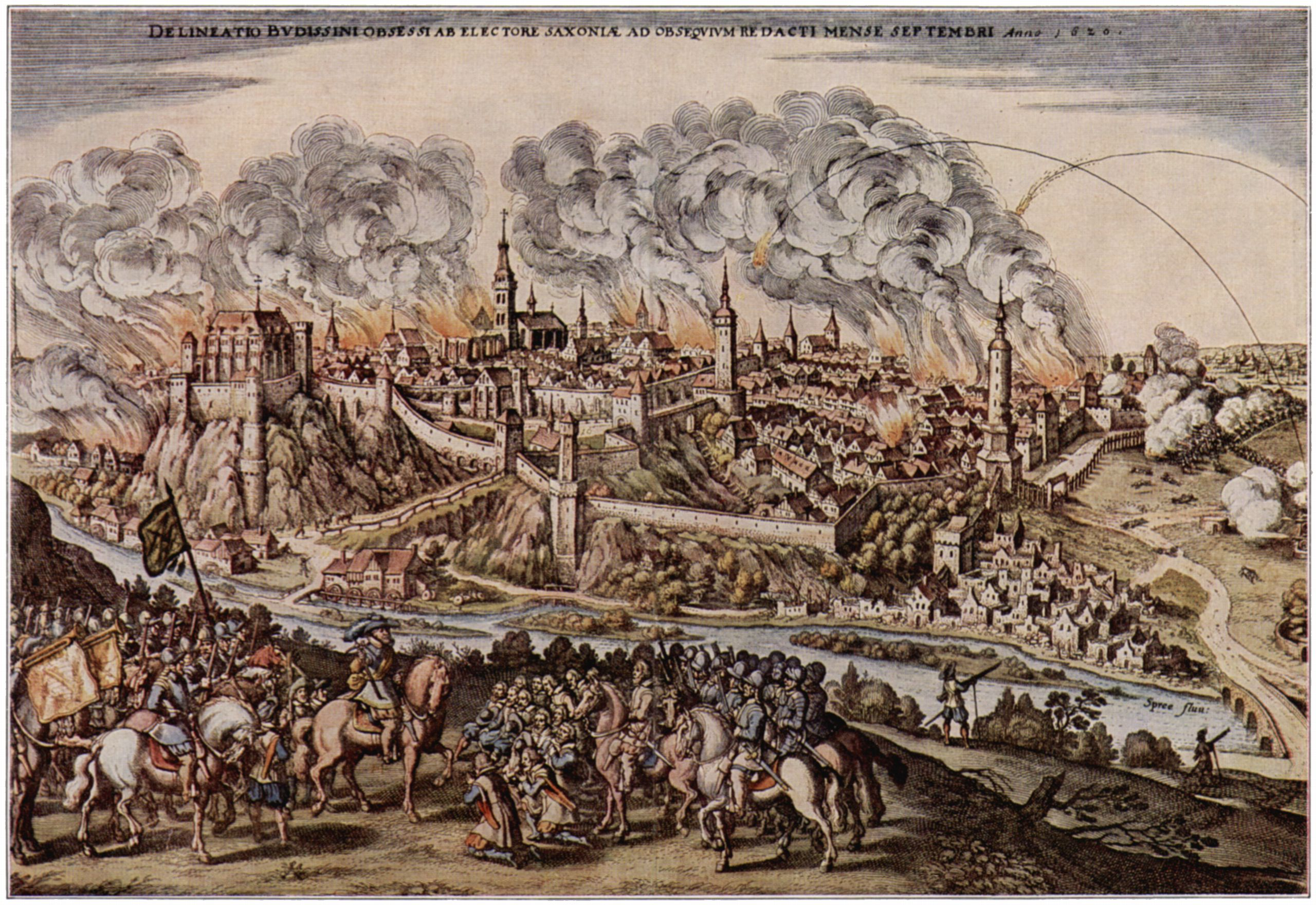
A Guerra dos Trinta Anos devastou grande parte da Europa e foi uma das muitas convulsões políticas durante a Crise Geral do Século XVII, que está causalmente ligada à Pequena Idade do Gelo

Um exemplo mais recente é a Crise geral do século XVII na Europa, que foi um período de clima inclemente, quebra de safra, dificuldades económicas, extrema violência intergrupal e alta mortalidade por causa da Pequena Idade do Gelo. O Mínimo de Maunder envolveu manchas solares extremamente raras. Episódios de instabilidade social acompanham o arrefecimento com um lapso de tempo de até 15 anos, e muitos evoluíram para conflitos armados, como a Guerra dos Trinta Anos (1618-1648), que começou como uma guerra de sucessão ao trono da Boémia. A animosidade entre protestantes e católicos no Sacro Império Romano (na atual Alemanha) colocou mais lenha na fogueira. Logo, a situação transformou-se num grande conflito que envolveu todas as grandes potências europeias e devastou grande parte da Alemanha. Quando a guerra terminou, algumas regiões do império viram as suas populações diminuírem até 70%. Entretanto, nem todas as sociedades enfrentaram crises durante este período. Os países tropicais com elevadas capacidades de carga e economias comerciais não sofreram muito porque as alterações climáticas não induziram uma depressão económica nesses locais.

### Invasões estrangeiras e migração em massa
Entre aprox. 4000 e 3000 a.C., as populações neolíticas na Eurásia ocidental diminuíram, provavelmente devido à peste e outras febres hemorrágicas virais. Este declínio foi seguido pelas migrações indo-europeias. Por volta de 3.000 a.C., pessoas da cultura pastoril Yamnaya da estepe Pôntico-Cáspio, que tinham altos níveis de ancestralidade WSH, embarcaram numa expansão massiva pela Eurásia, que é considerada associada à dispersão das línguas indo-europeias pela maioria dos linguistas, arqueólogos e geneticistas contemporâneos. A expansão dos WSHs resultou no desaparecimento virtual do Y-DNA dos primeiros agricultores europeus (EEFs) do pool genético europeu, alterando significativamente o cenário cultural e genético da Europa. O mtDNA EEF, no entanto, permaneceu frequente, sugerindo mistura entre machos WSH e fêmeas EEF.

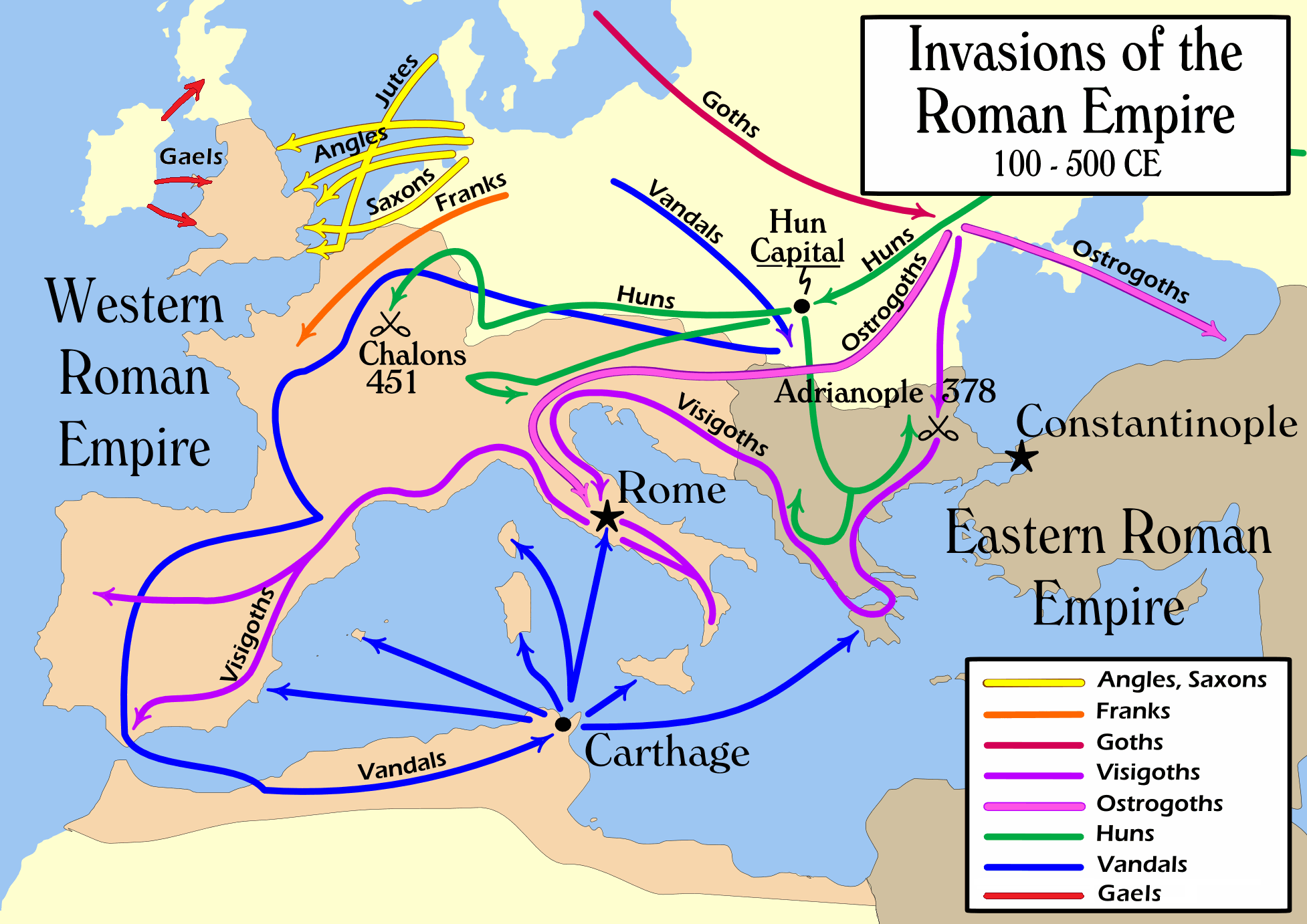
As invasões bárbaras desempenharam um papel importante na queda do Império Romano do Ocidente

No século III a.C., um povo nómada eurasiano, os Xiongnu, começou a ameaçar as fronteiras da China, mas no século I a.C., eles foram completamente expulsos. Eles então voltaram a sua atenção para o oeste e deslocaram várias outras tribos na Europa Oriental e Central, o que levou a uma cascata de eventos. Átila subiu ao poder como líder dos hunos e iniciou uma campanha de invasões e saques que chegou até à Gália (atual França). Os hunos de Átila estavam em conflito com o Império Romano, que já havia sido dividido em duas metades para facilitar a administração: o Império Romano do Oriente e o Império Romano do Ocidente. Apesar de conseguirem deter Átila na Batalha de Chalons em 451 d.C., os romanos não conseguiram impedir que Átila atacasse a Itália romana no ano seguinte. Cidades do norte da Itália, como Milão, foram devastadas. Os hunos nunca mais representaram uma ameaça aos romanos após a morte de Átila, mas a ascensão dos hunos também forçou os povos germânicos a saírem dos seus territórios e fez com que estes grupos avançassem para partes da França, Espanha, Itália e até mesmo para o sul, no norte da África. A própria cidade de Roma foi atacada pelos visigodos em 410 e foi saqueada pelos vândalos em 455 Uma combinação de conflitos internos, fraqueza económica e invasões implacáveis dos povos germânicos levaram o Império Romano do Ocidente ao declínio terminal. O último imperador romano ocidental, Rômulo Augusto, foi destronado em 476 pelo alemão Odoacro, que se declarou rei da Itália.
No século XI, a civilização populosa e florescente do Norte de África entrou em colapso depois de ter esgotado os seus recursos em lutas internas e sofrido a devastação causada pela invasão das tribos beduínas de Banu Sulaym e Banu Hilal. Ibne Caldune observou que todas as terras devastadas pelos invasores Banu Hilal tornaram-se um deserto árido.

Expansão do Império Mongol de 1206 a 1294

Em 1206, um senhor da guerra alcançou o domínio sobre todos os mongóis com o título de Genghis Khan e começou a sua campanha de expansão territorial. A cavalaria altamente flexível e móvel dos mongóis permitiu que eles conquistassem os seus inimigos com eficiência e rapidez. No brutal saque que se seguiu às Invasões mongóis durante os séculos XIII e XIV, os invasores dizimaram as populações da China, Rússia, Oriente Médio e Ásia Central Islâmica. Os líderes mongóis posteriores, como Timur, destruíram muitas cidades, massacraram milhares de pessoas e danificaram irreparavelmente os antigos sistemas de irrigação da Mesopotâmia. As invasões transformaram uma sociedade colonizada numa nómada. Na China, por exemplo, uma combinação de guerra, fome e pestilença durante as conquistas mongóis reduziu a metade a população, um declínio de cerca de 55 milhões de pessoas. Os mongóis também deslocaram um grande número de pessoas e criaram vácuos de poder. O Império Khmer entrou em declínio e foi substituído pelos tailandeses, que foram empurrados para o sul pelos mongóis. Os vietnamitas, que conseguiram derrotar os mongóis, também voltaram a sua atenção para o sul e em 1471 começaram a subjugar os Chams. Quando a dinastia Lê do Vietname entrou em declínio no final dos anos 1700 uma guerra civil sangrenta estendeu-se entre a família Trịnh no norte e a família Nguyễn no sul.Mais províncias chamenses foram tomadas pelos senhores da guerra Nguyễn. Finalmente, Nguyễn Ánh emergiu vitorioso e declarou-se Imperador do Vietname (mudando o nome de Annam) com o título de Gia Long e estabeleceu a dinastia Nguyễn. O último principado remanescente de Champa, Panduranga (atual Phan Rang, Vietname), sobreviveu até 1832, quando o imperador Minh Mạng (Nguyễn Phúc Đảm) conquistou-o após séculos de Guerras cham-vietnamitas. A política de assimilação do Vietname envolvia a alimentação forçada de carne de porco para muçulmanos e carne de bovino para hindus, o que alimentou o ressentimento. Um levantamento seguiu-se, a primeira e única guerra entre o Vietname e os jihadistas, até que foi esmagada.

### Fome, depressão económica e conflitos internos
Por volta de 1210 a.C., o Novo Reino do Egito enviou grandes quantidades de grãos para o Império Hitita em desintegração. Assim, houve escassez de alimentos na Anatólia, mas não no Vale do Nilo. No entanto, isso mudou logo. Embora o Egito tenha conseguido infligir uma derrota decisiva e final aos Povos do Mar na Batalha de Xois, o próprio Egito entrou em declínio acentuado. O colapso de todas as outras sociedades no Mediterrâneo Oriental interrompeu as rotas comerciais estabelecidas e causou uma depressão económica generalizada. Os funcionários do governo passaram a ser mal pagos, o que resultou na primeira greve laboral registada na história e minou a autoridade real. Também houve disputas políticas entre diferentes fações do governo. A má colheita causada pela redução das enchentes no Nilo levou a uma grande fome. Os preços dos alimentos subiram oito vezes em relação aos valores normais e, ocasionalmente, chegaram até a vinte e quatro vezes. Seguiu-se uma inflação galopante. Os ataques dos líbios e núbios pioraram ainda mais as coisas. Ao longo da Vigésima Dinastia (~1187–1064 a.C.), o Egito passou de uma grande potência no Mediterrâneo para um estado profundamente dividido e enfraquecido, que mais tarde passou a ser governado pelos líbios e pelos núbios.
Entre 481 a.C. e 221 a.C., o Período dos Estados Combatentes na China terminou quando o Rei Zheng da dinastia Qin conseguiu derrotar seis fações concorrentes e tornou-se o primeiro imperador chinês, intitulado Qin Shi Huang. Um governante implacável, mas eficiente, ele formou um exército disciplinado e profissional e introduziu um número significativo de reformas, como a unificação da língua e a criação de uma moeda única e um sistema de medição. Além disso, ele financiou a construção de represas e começou a construir o primeiro segmento do que se tornaria a Grande Muralha da China para defender seu reino contra os nómadas do norte. No entanto, conflitos internos e rebeliões fizeram com que o seu império se desintegrasse após a sua morte em 210 a.C.
No início do século XIX, a Grã-Bretanha sofreu repetidas rondas de quebras de safra devido a chuvas invulgarmente fortes e inundações. Muitos animais morreram de fome ou afogaram-se. Os preços dos produtos alimentares dispararam e o rei Eduardo II tentou corrigir a situação impondo controlos de preços, mas os vendedores simplesmente recusaram-se a vender a preços tão baixos. De qualquer forma, a lei foi abolida pelo Parlamento de Lincoln em 1316. Logo, pessoas de plebeus a nobres estavam-se a encontrar com falta de comida. Muitos recorreram à mendicidade, ao crime e à alimentação de animais que de outra forma não comeriam. As pessoas no norte da Inglaterra tiveram que lidar com ataques da Escócia. Houve até relatos de canibalismo.
Na Europa Continental, as coisas estavam pelo menos tão más. A Grande Fome de 1315-1317 coincidiu com o fim do Período Quente Medieval e o início da Pequena Idade do Gelo. Alguns historiadores suspeitam que a mudança no clima foi devido à erupção do Monte Tarawera na Nova Zelândia em 1314. A Grande Fome foi, contudo, apenas uma das calamidades que atingiram a Europa naquele século, uma vez que a Guerra dos Cem Anos e a Peste Negra se seguiriam em breve. (Ver também a Crise do final da Idade Média.) Análises recentes dos anéis das árvores complementam os registos históricos e mostram que os verões de 1314-1316 foram alguns dos mais chuvosos registados ao longo de um período de 700 anos.

### Surtos de doenças

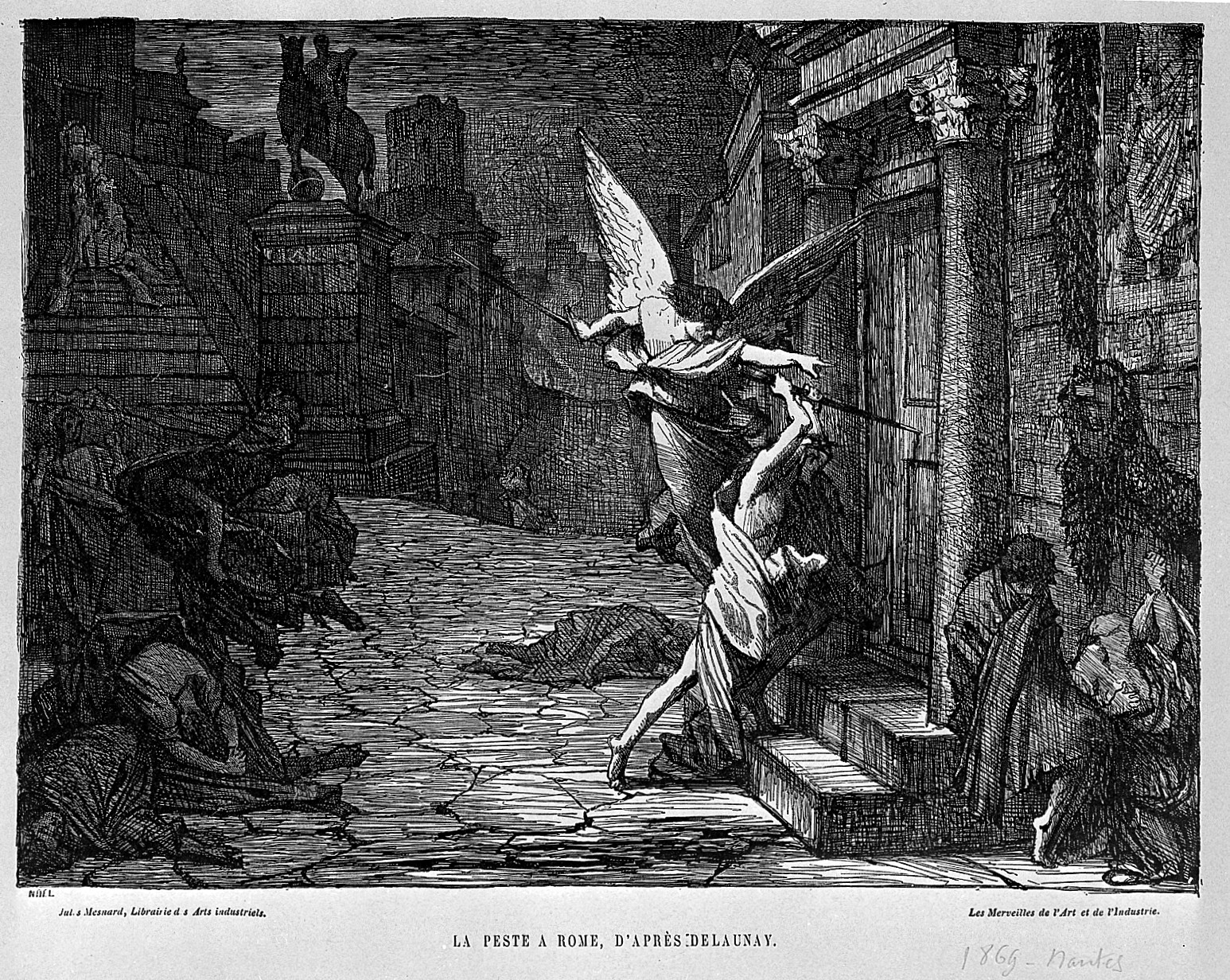
O anjo da morte batendo numa porta durante a peste de Roma; gravura de Levasseur após Jules-Elie Delaunay (1828–1891)

Historicamente, o surgimento da agricultura levou ao surgimento de doenças contagiosas. Em comparação com as suas contrapartes de caça-recolha, as sociedades agrícolas tendem a ser sedentárias, ter densidades populacionais mais elevadas, estarem em frequente contacto com o gado, e estarem mais expostas a abastecimentos de água contaminada e a concentrações mais elevadas de lixo. O mau saneamento, a falta de conhecimento médico, as superstições e, às vezes, uma combinação de desastres agravaram o problema. O jornalista Michael Rosenwald escreveu que "a história mostra que as pandemias passadas remodelaram as sociedades de maneira profunda. Centenas de milhões de pessoas morreram. Os impérios caíram. Os governos quebraram-se. As gerações foram aniquiladas".
A partir da descrição dos sintomas feita pelo médico grego Galeno, que incluíam tosse, febre, diarreia (enegrecida), garganta inchada e sede, os especialistas modernos identificaram os prováveis culpados da Peste Antonina (165–180 d.C.) como sendo a varíola ou o sarampo. A doença provavelmente começou na China e espalhou-se para o Ocidente através da Rota da Seda. As tropas romanas contraíram a doença pela primeira vez no Oriente antes de retornarem para casa. Atingindo uma população virgem, a Peste Antonina teve taxas de mortalidade terríveis; entre um terço e metade da população, 60 a 70 milhões de pessoas, morreram. As cidades romanas sofriam com uma combinação de superlotação, má higiene e dietas pouco saudáveis. Elas rapidamente se tornaram epicentros. Logo, a doença chegou até a Gália e destruiu as defesas romanas ao longo do Reno. As fileiras do anteriormente formidável exército romano tiveram que ser preenchidas com escravos libertos, mercenários alemães, criminosos e gladiadores. Isto não conseguiu impedir que as tribos germânicas cruzassem o Reno. Do lado civil, a Peste Antonina criou uma escassez drástica de empresários, o que interrompeu o comércio, e de agricultores, o que levou a uma crise alimentar. Seguiu-se uma depressão económica e a receita do governo caiu. Alguns acusaram o imperador Marco Aurélio e o coimperador Lúcio Vero, ambos vítimas da doença, de afrontar os deuses, mas outros culparam os cristãos. Entretanto, a Peste Antonina fortaleceu a posição da religião monoteísta do cristianismo na sociedade anteriormente politeísta, pois os cristãos conquistaram a admiração pública pelas suas boas obras. Em última análise, o exército romano, as cidades romanas, o tamanho do império e as suas rotas comerciais, necessárias para a existência do poder e da influência romanos, facilitaram a propagação da doença. A Peste Antonina é considerada por alguns historiadores como um ponto de partida útil para entender o declínio e a queda do Império Romano do Ocidente. Foi seguida pela Peste de Cipriano (249–262) e pela Peste de Justiniano (541-542). Juntas, elas quebraram os alicerces do Império Romano.
No século VI, enquanto o Império Romano do Ocidente já havia sucumbido aos ataques das tribos germânicas, o Império Romano do Oriente manteve-se firme. De facto, um tratado de paz com os persas permitiu que o imperador Justiniano I, se concentrasse em recapturar territórios pertencentes ao Império Ocidental. Os seus generais, Belisário e Narses, alcançaram uma série de vitórias importantes contra os ostrogodos e os vândalos. Entretanto, a sua esperança de manter o Império Ocidental foi frustrada pela chegada do que ficou conhecido como a Peste de Justiniano (541-542). De acordo com o historiador bizantino Procópio de Cesareia, a epidemia teve origem na China e no nordeste da Índia e chegou ao Império Romano do Oriente por meio de rotas comerciais que terminavam no Mediterrâneo. Estudos modernos deduziram que a epidemia foi causada pela bactéria Yersinia pestis, a mesma que mais tarde causaria a Peste Negra, a pandemia mais mortal da história da humanidade, mas ainda não se sabe quantas pessoas realmente morreram por causa dela. As estimativas atuais situam o número entre trinta e cinquenta milhões de pessoas, uma parcela significativa da população humana naquela época. A peste provavelmente consolidou o destino de Roma.

Propagação da peste bubónica pela Europa

A epidemia também devastou o Império Sassânida, na Pérsia. O califa Abu Bakr aproveitou a oportunidade para lançar campanhas militares que invadiram os sassânidas e capturaram territórios romanos no Cáucaso, no Levante, no Egito e em outros lugares do norte da África. Antes da Peste de Justiniano, o mundo mediterrâneo era comercial e culturalmente estável. Após a Peste, dividiu-se num trio de civilizações lutando pelo poder: a Civilização Islâmica, o Império Bizantino e o que mais tarde ficou conhecido como Europa Medieval. Com tantas pessoas mortas, a oferta de trabalhadores, muitos dos quais eram escravos, era extremamente escassa. Os proprietários de terras não tinham escolha a não ser emprestar pedaços de terra aos servos para que trabalhassem na terra em troca de proteção militar e outros privilégios. Isto semeou as sementes do feudalismo.
Existem evidências de que as expedições mongóis podem ter espalhado a peste bubónica por grande parte da Eurásia, o que ajudou a desencadear a Peste Negra do início do século XIV. O historiador italiano Gabriele de' Mussi escreveu que os mongóis catapultaram os cadáveres daqueles que contraíram a peste para Caffa (hoje Feodossia, Crimeia) durante o cerco daquela cidade e que os soldados que foram transportados de lá levaram a peste para os portos do Mediterrâneo. No entanto, este relato da origem da Peste Negra na Europa continua controverso, embora plausível, devido à complexa epidemiologia da praga. Os epidemiologistas modernos não acreditam que a Peste Negra tenha tido uma única fonte de disseminação para a Europa. A investigação sobre o passado sobre este tópico é ainda mais complicada pela política e pela passagem do tempo. É difícil distinguir entre epidemias naturais e guerra biológica, ambas comuns ao longo da história humana.  As armas biológicas são económicas porque transformam uma vítima inimiga num sistema de lançamento e, por isso, foram preferidas em conflitos armados do passado. Além disso, até recentemente, morriam mais soldados de doenças do que em combate. Em qualquer caso, na década de 1340, a Peste Negra matou 200 milhões de pessoas. A expansão das rotas comerciais no final da Idade Média ajudou a que a peste se espalhasse rapidamente. A população europeia levou mais de dois séculos para regressar ao seu nível anterior à pandemia. Consequentemente, desestabilizou a maior parte da sociedade e provavelmente minou o feudalismo e a autoridade da Igreja.
Com a escassez de mão de obra, o poder de barganha dos trabalhadores aumentou drasticamente. Várias invenções que reduziram o custo da mão de obra, economizaram tempo e aumentaram a produtividade, como o sistema de rotação de culturas em três campos, o arado de ferro, o uso de estrume para fertilizar o solo e as bombas de água, foram amplamente adotadas. Muitos antigos servos, agora livres das obrigações feudais, mudaram-se para as cidades e mudaram de profissão para ofícios e negócios. Os mais bem-sucedidos tornaram-se a nova classe média. O comércio floresceu à medida que a procura por uma infinidade de bens de consumo aumentava. A sociedade tornou-se mais rica e pôde financiar as artes e as ciências.

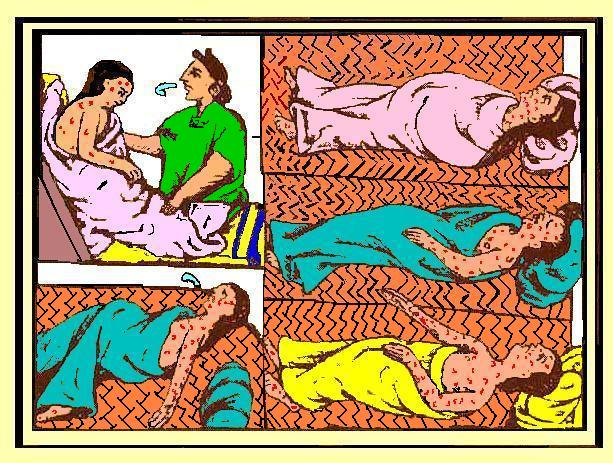
Vítimas astecas da varíola, do Codex Florentino (1540–85)

Encontros entre exploradores europeus e nativos americanos expuseram estes últimos a uma variedade de doenças de extraordinária virulência. Tendo migrado do nordeste da Ásia há 15.000 anos, os nativos americanos não foram apresentados à infinidade de doenças contagiosas que surgiram após o surgimento da agricultura no Velho Mundo. Por isso, eles tinham sistemas imunológicos mal equipados para lidar com as doenças às quais seus equivalentes na Eurásia haviam se tornado resistentes. Quando os europeus chegaram às Américas, em pouco tempo, as populações indígenas das Américas viram-se enfrentando varíola, sarampo, tosse convulsa e peste bubónica, entre outras. Nas áreas tropicais, surgiram malária, febre amarela, dengue, oncocercose e outras. A maioria destas doenças tropicais foi rastreada até África. A varíola devastou o México na década de 1520 e matou 150.000 pessoas somente em Tenochtitlán, incluindo o imperador, e no Peru na década de 1530, o que ajudou os conquistadores europeus. Uma combinação de ataques militares espanhóis e doenças evolutivamente novas acabaram com o Império Asteca no século XVI. Acredita-se geralmente que a morte de cerca de 90% ou 95% da população nativa americana do Novo Mundo foi causada por doenças do Velho Mundo, embora novas investigações sugiram que a tuberculose de focas e leões marinhos desempenhou um papel significativo.
Eventos semelhantes ocorreram na Oceânia e em Madagáscar. A varíola foi trazida externamente para a Austrália. O primeiro surto registado, em 1789, devastou a população aborígene. A extensão do surto é contestada, mas algumas fontes afirmam que ele matou cerca de 50% das populações aborígenes costeiras na costa leste. Existe um debate histórico em andamento sobre duas teorias rivais e irreconciliáveis sobre como a doença entrou pela primeira vez no continente. A varíola continuou a ser uma doença mortal e matou cerca de 300 milhões de pessoas só no século XX, mas uma vacina, a primeira de qualquer tipo, estava disponível desde 1796.
À medida que os humanos se espalham pelo mundo, as sociedades humanas florescem e tornam-se mais dependentes do comércio e, como a urbanização faz com que as pessoas deixem áreas rurais pouco povoadas para viver em bairros densamente povoados, as doenças infecciosas espalham-se com muito mais facilidade. Os surtos são frequentes, mesmo na era moderna, mas os avanços médicos conseguiram aliviar os seus impactos. De facto, a população humana cresceu tremendamente no século XX, assim como a população de animais de quinta, a partir dos quais doenças podiam passar para os humanos, mas no mundo desenvolvido e cada vez mais também no mundo em desenvolvimento, as pessoas estão menos propensas do que nunca a serem vítimas de doenças infecciosas. Por exemplo, o advento dos antibióticos, começando com a penicilina em 1928, salvou a vida de centenas de milhões de pessoas que sofriam de infeções bacterianas. No entanto, não há garantia de que isso continuaria porque as bactérias estão se a tornar cada vez mais resistentes aos antibióticos, e médicos e especialistas em saúde pública, como a ex-diretora médica da Inglaterra, Sally Davies, até alertaram sobre um "apocalipse dos antibióticos" iminente. A Organização Mundial da Saúde alertou em 2019 que a disseminação do ceticismo em relação às vacinas foi acompanhada pela ressurreição de doenças há muito superadas, como o sarampo. Isto levou a OMS a nomear o movimento antivacinação como uma das 10 maiores ameaças à saúde pública do mundo.

### Desemprego institucional
Durante o Império Romano, o emprego cidadão foi amplamente substituído pelo trabalho escravo. Os escravos estavam a substituir muitos dos trabalhos que os cidadãos realizavam. Os escravos recebiam estágios e educação e até aprendiam a substituir os empregos de artesãos qualificados.
Como os escravos não pagavam impostos e estavam substituindo a maioria dos empregos dos cidadãos, isto reduzia a receita que o estado poderia obter dos seus cidadãos.
Este alto nível de desemprego também levou a altos níveis de pobreza, o que reduziu a procura por empresas que dependiam de trabalho escravo.
À medida que os impostos caíam, a receita do governo também caía. Para compensar esta desaceleração económica e atenuar os elevados níveis de pobreza, o governo romano implementou uma forma de assistência social chamada esmola, fornecendo aos cidadãos dinheiro e cereais gratuitos.
Pagar o subsídio exigia altos níveis de gastos do governo, exacerbando a dívida romana e também produzindo inflação. Com a escravidão substituindo a maior parte da mão de obra, as receitas fiscais também caíram a pique, exacerbando ainda mais a dívida do governo.
Para pagar a enorme dívida, os romanos começaram a desvalorizar a moeda e a produzir mais moedas. Eventualmente, isto esmagou o Império Romano e contribuiu parcialmente para o seu colapso.

### Dinâmicas demográficas
Várias características-chave do colapso da sociedade humana podem estar relacionadas com a dinâmica populacional. Por exemplo, a população nativa de Cusco, no Peru, na época da conquista espanhola, estava sobrecarregada por uma proporção sexual desequilibrada.
Existem fortes evidências de que os humanos também apresentam ciclos populacionais. Sociedades tão diversas como as da Inglaterra e da França durante as eras romana, medieval e moderna, do Egito durante o domínio greco-romano e otomano, e de várias dinastias na China, todas mostraram padrões semelhantes de instabilidade política e violência, tornando-se consideravelmente mais comuns após períodos de relativa paz, prosperidade e crescimento populacional sustentado. Quantitativamente, os períodos de agitação incluíram muito mais eventos de instabilidade por década e ocorreram quando a população estava a diminuir, em vez de a aumentar. As sociedades agrárias pré-industriais normalmente enfrentavam instabilidade após um ou dois séculos de estabilidade. No entanto, uma população próxima da sua capacidade de suporte não é suficiente para desencadear um declínio geral se o povo permanecer unido e a classe dominante forte. Outros fatores tiveram de estar envolvidos, como a existência de mais aspirantes a cargos de elite do que a sociedade poderia realisticamente suportar (superprodução da elite), o que levou a conflitos sociais e à inflação crónica, que causou a queda dos rendimentos e ameaçou a saúde fiscal do Estado.  Em particular, um excesso de população masculina, especialmente de jovens adultos, levou previsivelmente à agitação social e à violência, uma vez que os filhos de terceira e de paridade superior tiveram dificuldade em concretizar os seus desejos económicos e tornaram-se mais abertos a ideias e ações extremas. Os adultos na faixa dos 20 anos são especialmente propensos à radicalização. A maioria dos períodos históricos de agitação social sem fatores externos desencadeadores, como calamidades naturais, e a maioria dos genocídios podem ser facilmente explicados como resultado de uma explosão juvenil.  À medida que essas tendências se intensificaram, elas colocaram em risco o tecido social, o que facilitou o declínio.

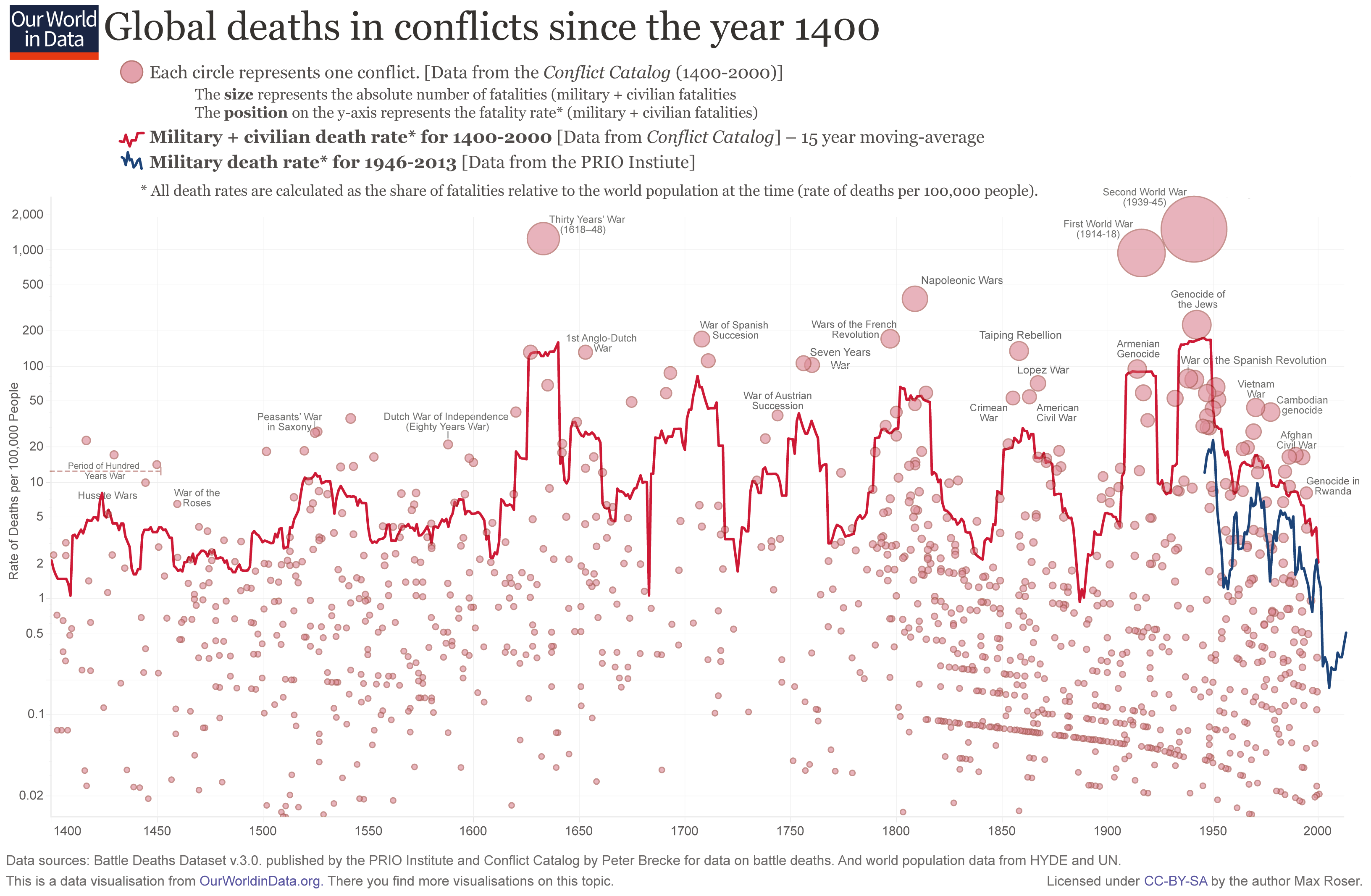
Mortes militares e civis

## Teorias

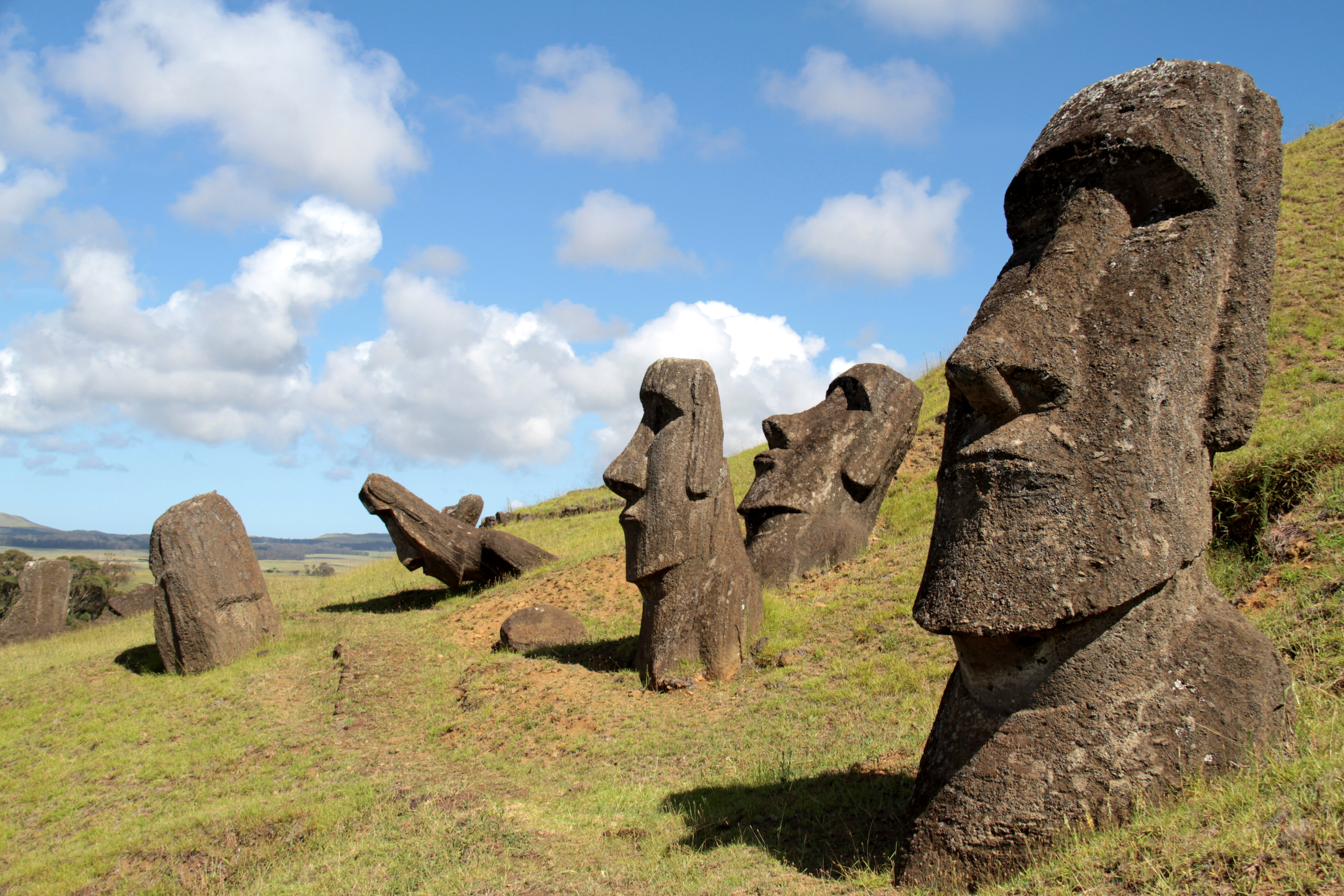
Jared Diamond sugeriu que a sociedade da Ilha de Páscoa destruiu tanto o seu meio ambiente que, por volta de 1600, a sociedade entrou numa espiral descendente de guerras, canibalismo e declínio populacional

As teorias históricas evoluíram de estudos puramente sociais e éticos para estudos ideológicos e etnocêntricos e, finalmente, para estudos multidisciplinares. Tornaram-se muito mais sofisticadas.

### Declínio cognitivo e perda de criatividade
O antropólogo Joseph Tainter teorizou que as sociedades em colapso esgotaram essencialmente os seus próprios desígnios e foram incapazes de se adaptar aos retornos naturais decrescentes do que conheciam como o seu método de sobrevivência. O filósofo Oswald Spengler argumentou que uma civilização no seu “inverno” veria uma relutância em relação ao pensamento abstrato. Os psicólogos David Rand e Jonathan Cohen teorizaram que as pessoas alternam entre dois grandes modos de pensar. O primeiro é rápido e automático, mas rígido, e o segundo é lento e analítico, mas mais flexível. Rand e Cohen acreditam que isso explica por que as pessoas continuam com comportamentos autodestrutivos quando o raciocínio lógico as teria alertado sobre os perigos futuros. As pessoas mudam do segundo para o primeiro modo de pensar após a introdução de uma invenção que aumenta drasticamente os padrões de vida. Rand e Cohen apontaram exemplos recentes de uso excessivo de antibióticos, levando à resistência de bactérias e à incapacidade de poupar para a reforma. Tainter observou que, de acordo com a economia comportamental, o processo de tomada de decisão humana tende a ser mais irracional do que racional e que, à medida que a taxa de inovação diminui, medida pelo número de invenções em relação à quantidade de dinheiro gasto em investigação e desenvolvimento, torna-se progressivamente mais difícil haver uma solução tecnológica para o problema do colapso social.

### Dinâmica social e ambiental
O que produz a vida sedentária moderna, diferentemente dos caçadores-coletores nómadas, é uma extraordinária produtividade económica moderna. Tainter argumenta que a produtividade excecional é, na verdade, mais um sinal de fraqueza oculta devido à dependência de uma sociedade em relação a ela e ao seu potencial para minar a sua própria base de sucesso por não ser autolimitada, como demonstrado no ideal de crescimento perpétuo da cultura ocidental.
À medida que a população cresce e a tecnologia facilita a exploração de recursos escassos, os retornos decrescentes do meio ambiente ficam ocultos. A complexidade social fica então potencialmente ameaçada se ela se desenvolver além do que é realmente sustentável, e uma reorganização desordenada se seguir. O modelo da tesoura do colapso malthusiano, no qual a população cresce sem limites, mas não os recursos, é a ideia de grandes forças ambientais opostas cortando umas às outras.
O colapso completo das instituições económicas, culturais e sociais com relações ecológicas é talvez a característica mais comum do colapso. No seu livro Colapso: Ascensão e queda das sociedades humanas Jared Diamond propõe cinco causas interligadas de colapso que podem reforçar-se mutuamente: exploração não sustentável dos recursos, alterações climáticas, diminuição do apoio de sociedades amigas, vizinhos hostis e atitudes inadequadas para a mudança.

### Retorno do investimento em energia
A energia desempenhou um papel crucial ao longo da história humana. A energia está ligada ao nascimento, crescimento e declínio de toda e qualquer sociedade. O excedente de energia é necessário para a divisão do trabalho e o crescimento das cidades. Um enorme excedente de energia é necessário para a disseminação da riqueza e das comodidades culturais. As perspetivas económicas flutuam em paralelo com o acesso de uma sociedade à energia barata e abundante.
O cientista político Thomas Homer-Dixon e o ecologista Charles Hall propuseram um modelo económico denominado retorno sobre o investimento em energia (EROI), que mede a quantidade de energia excedente que uma sociedade obtém através da utilização de energia para obter energia. A escassez de energia faz subir os preços e, como tal, fornece um incentivo para explorar e extrair fontes anteriormente antieconómicas, que ainda podem ser abundantes, mas seria necessária mais energia, e o EROI não seria tão elevado como se pensava inicialmente.
Não haveria superávit se o EROI se aproximasse de 1:1. Hall mostrou que o limite real está bem acima disso e estimou que 3:1 é o suficiente para sustentar os custos básicos de energia de uma sociedade moderna. O EROI da fonte de energia mais preferida, o petróleo, caiu no último século de 100:1 para a faixa de 10:1, com evidências claras de que todas as curvas de esgotamento natural são curvas de decaimento descendente. Um EROI de mais de ~3 é então o que parece necessário para fornecer energia para tarefas socialmente importantes, como a manutenção de instituições governamentais, legais e financeiras, uma infraestrutura de transporte, a indústria, a construção e manutenção de edifícios, e os estilos de vida de todos os membros de uma determinada sociedade.
O cientista social Luke Kemp indicou que fontes alternativas de energia, como os painéis solares, têm um EROI baixo porque têm baixa densidade energética, o que significa que requerem muita terra e requerem quantidades substanciais de metais de terras raras para serem produzidas. Hall e colegas chegaram à mesma conclusão. Não há poluição no local, mas o EROI das fontes de energia renováveis pode ser muito baixo para que sejam consideradas uma alternativa viável aos combustíveis fósseis, que continuam a fornecer a maior parte da energia utilizada pelos humanos.
O matemático Safa Motesharrei e os seus colaboradores mostraram que o uso de recursos não renováveis, como combustíveis fósseis, permite que as populações cresçam até uma ordem de magnitude maior do que se usassem apenas recursos renováveis e, assim, é capaz de adiar o colapso social. Contudo, quando o colapso finalmente chega, é muito mais dramático. Tainter alertou que no mundo moderno, se o fornecimento de combustíveis fósseis fosse de alguma forma interrompido, ocorreria escassez de água limpa e de alimentos, e milhões de pessoas morreriam em poucas semanas no pior cenário.
Homer-Dixon afirmou que o declínio do EROI foi uma das razões pelas quais o Império Romano declinou e caiu. O historiador Joseph Tainter fez a mesma afirmação sobre o Império Maia.

### Modelos de resposta social
Segundo Joseph Tainter (1990), muitos estudiosos oferecem explicações fáceis para o colapso social, assumindo um ou mais dos três modelos seguintes face ao colapso:
1. O Dinossauro, uma sociedade em larga escala na qual os recursos estão a ser esgotados a uma taxa exponencial, mas nada é feito para corrigir o problema porque a elite dominante não está disposta ou não consegue adaptar-se à disponibilidade reduzida desses recursos. Nesse tipo de sociedade, os governantes tendem a opor-se a quaisquer soluções que divergem do seu curso de ação atual, mas favorecem a intensificação e comprometem um número crescente de recursos com os seus planos, projetos e instituições sociais atuais.
2. O Comboio Desgovernado, uma sociedade cuja função contínua depende do crescimento constante (cf. Tese da Fronteira de Frederick Jackson Turner). Este tipo de sociedade, baseada quase exclusivamente na aquisição (como pilhagem ou exploração), não pode ser sustentada indefinidamente. Os impérios Assírio, Romano e Mongol, por exemplo, todos fragmentaram-se e entraram em colapso quando nenhuma nova conquista pôde ser alcançada.
3. A House of Cards, uma sociedade que cresceu tanto e incluiu tantas instituições sociais complexas que é inerentemente instável e propensa ao colapso. Este tipo de sociedade tem sido visto com frequência particular no Bloco Oriental e em outras nações comunistas, nas quais todas as organizações sociais são braços do governo ou do partido no poder, de modo que o governo deve sufocar a associação por atacado (encorajando a dissidência e a subversão ) ou exercer menos autoridade do que afirma (minando a sua legitimidade aos olhos do público).

#### Crítica de Tainter
Tainter argumenta que esses modelos, embora superficialmente úteis, não podem explicar, isolada ou conjuntamente, todos os casos de colapso social. Muitas vezes, eles são vistos como ocorrências interconectadas que se reforçam mutuamente.
Tainter considera que a complexidade social é uma ocorrência recente e comparativamente anómala, exigindo suporte constante. Ele afirma que o colapso é melhor compreendido ao compreender quatro axiomas. Nas suas próprias palavras (p.194):
1. as sociedades humanas são organizações que resolvem problemas;
2. sistemas sociopolíticos requerem energia para a  sua manutenção;
3. o aumento da complexidade acarreta consigo o aumento dos custos per capita; e
4. o investimento na complexidade sociopolítica como resposta à resolução de problemas atinge um ponto de retornos marginais decrescentes.

Com esses factos em mente, o colapso pode ser entendido simplesmente como uma perda de energia necessária para manter a complexidade social. O colapso é, portanto, a perda repentina de complexidade social, estratificação, comunicação e troca interna e externa, e produtividade.

### Teoria da decadência de Toynbee
Na sua aclamada obra de 12 volumes, A Study of History (1934–1961), o historiador britânico Arnold J. Toynbee explorou a ascensão e queda de 28 civilizações e chegou à conclusão de que as civilizações geralmente entraram em colapso principalmente por fatores internos, fatores da sua própria autoria, mas as pressões externas também desempenharam um papel.  Ele teorizou que todas as civilizações passam por vários estágios distintos: génese, crescimento, tempo de problemas, estado universal e desintegração.
Para Toynbee, uma civilização nasce quando uma "minoria criativa" responde com sucesso aos desafios impostos pelo seu ambiente físico, social e político. Entretanto, a fixação nos velhos métodos da "minoria criativa" leva-a a eventualmente deixar de ser criativa e a degenerar numa mera "minoria dominante" (que força a maioria a obedecer sem merecer obediência), que não reconhece novas formas de pensar. Ele argumenta que as minorias criativas deterioram-se a partir da adoração de seu "antigo eu", o que torna-as orgulhosas, e falham em abordar adequadamente o próximo desafio que enfrentam. Da mesma forma, o filósofo alemão Oswald Spengler discutiu a transição da Kultur para a Zivilisation no seu livro The Decline of the West (1918).
Toynbee argumenta que o sinal definitivo de que uma civilização entrou em colapso é quando a minoria dominante forma um Estado Universal, o que sufoca a criatividade política. Ele afirma:
Em primeiro lugar, a Minoria Dominante tenta manter pela força – contra todos os direitos e toda a razão – uma posição de privilégio herdado que deixou de merecer; e então o Proletariado retribui a injustiça com ressentimento, o medo com ódio e a violência com violência quando executa os seus atos de secessão. No entanto, todo o movimento termina em atos positivos de criação – e isto por parte de todos os atores na tragédia da desintegração. A Minoria Dominante cria um estado universal, o Proletariado Interno uma igreja universal, e o Proletariado Externo um bando de bandos de guerra bárbaros.
Ele argumenta que, à medida que as civilizações decaem, elas formam um "Proletariado Interno" e um "Proletariado Externo". O proletariado interno é mantido em subjugação pela minoria dominante dentro da civilização e torna-se amargo; o proletariado externo existe fora da civilização, na pobreza e no caos, e torna-se invejoso. Ele argumenta que, à medida que as civilizações decaem, há um "cisma no corpo social", em que o abandono e o autocontrolo substituem a criatividade, e a evasão escolar e o martírio substituem o discipulado pela minoria criativa.
Ele argumenta que, nesse ambiente, as pessoas recorrem ao arcaísmo (idealização do passado), ao futurismo (idealização do futuro), ao desapego (afastamento de si mesmo das realidades de um mundo decadente) e à transcendência (enfrentar os desafios da civilização decadente com uma nova visão, como um profeta). Ele argumenta que aqueles que transcendem durante um período de decadência social dão à luz uma nova Igreja com perceções espirituais novas e mais fortes, em torno das quais uma civilização subsequente pode começar a formar-se depois de a antiga morrer. O uso da palavra "igreja" por Toynbee refere-se ao vínculo espiritual coletivo de uma adoração comum, ou à mesma unidade encontrada em algum tipo de ordem social.
O historiador Carroll Quigley expandiu essa teoria em The Evolution of Civilizations (1961, 1979). Ele argumentou que a desintegração social envolve a metamorfose de instrumentos sociais, que foram criados para satisfazer necessidades reais, em instituições que servem os seus próprios interesses em detrimento das necessidades sociais. Entretanto, na década de 1950, a abordagem de Toynbee à história, o seu estilo de análise civilizacional, começou a enfrentar ceticismo dos historiadores tradicionais, que achavam que ela colocava uma ênfase indevida no divino, o que levou ao declínio de sua reputação académica. Por um tempo, no entanto, o Study de Toynbee permaneceu popular fora do meio académico. O interesse reavivou décadas mais tarde com a publicação de The Clash of Civilizations (1997) pelo cientista político Samuel P. Huntington, que via a história humana como a história das civilizações e postulou que o mundo após o fim da Guerra Fria seria multipolar e um mundo de grandes civilizações concorrentes, que são divididas por "linhas de falha".

### Ciência de sistemas
O desenvolvimento de uma teoria integrada do colapso social que tenha em conta a complexidade das sociedades humanas continua a ser um problema em aberto. Atualmente, os investigadores têm muito pouca capacidade de identificar estruturas internas de grandes sistemas distribuídos, como as sociedades humanas. O colapso estrutural genuíno parece, em muitos casos, a única explicação plausível que sustenta a ideia de que tais estruturas existem. No entanto, até que possam ser concretamente identificados, a investigação científica parece limitada à construção de narrativas científicas, utilizando o pensamento sistémico para uma narrativa cuidadosa sobre a organização e a mudança sistémicas.
Na década de 1990, o antropólogo evolucionista e historiador quantitativo Peter Turchin percebeu que as equações usadas para modelar as populações de predadores e presas também podem ser usadas para descrever a ontogenia das sociedades humanas. Ele examinou especificamente como fatores sociais, como desigualdade de rendimento, estavam relacionados com a instabilidade política. Ele encontrou ciclos recorrentes de agitação em sociedades históricas como o Antigo Egito, a China e a Rússia. Ele identificou especificamente dois ciclos, um longo e um curto. O longo, que ele chama de "ciclo secular", dura aproximadamente dois a três séculos. Uma sociedade começa razoavelmente igualitária. A sua população cresce e o custo da mão de obra cai. Uma classe alta rica surge, e a vida da classe trabalhadora deteriora-se. À medida que a desigualdade aumenta, a sociedade torna-se mais instável, com a classe baixa tornando-se miserável e a classe alta envolvida em lutas internas. A exacerbação da turbulência social acaba levando ao colapso. O ciclo mais curto dura cerca de 50 anos e consiste em duas gerações, uma pacífica e outra turbulenta. Observando a história dos EUA, por exemplo, Turchin identificou períodos de grave instabilidade sociopolítica em 1870, 1920 e 1970. Ele anunciou em 2010 que havia previsto que em 2020 os EUA testemunhariam um período de agitação pelo menos no mesmo nível de 1970, porque o primeiro ciclo coincide com a parte turbulenta do segundo, por volta de 2020. Ele também alertou que os EUA não eram a única nação ocidental sob pressão.

No entanto, o modelo de Turchin só consegue pintar um quadro mais amplo e não consegue identificar o quão más as coisas podem ficar e o que precisamente desencadeia um colapso. O matemático Safa Motesharrei também aplicou modelos predador-presa à sociedade humana, com a classe alta e a classe baixa sendo os dois tipos diferentes de "predadores" e os recursos naturais sendo as "presas". Ele descobriu que a desigualdade extrema ou o esgotamento dos recursos facilitam o colapso. Contudo, um colapso só é irreversível se uma sociedade vivenciar ambos ao mesmo tempo, uma vez que eles “alimentam-se mutuamente”.